# Хоакін Варгас
Хоакін Варгас (ісп. Joaquín Vargas, 19 лютого 2002) — перуанський плавець.
Учасник Олімпійських Ігор 2020 року.
Призер Чемпіонату Південної Америки з плавання 2021 року.